# Valentino Urbani

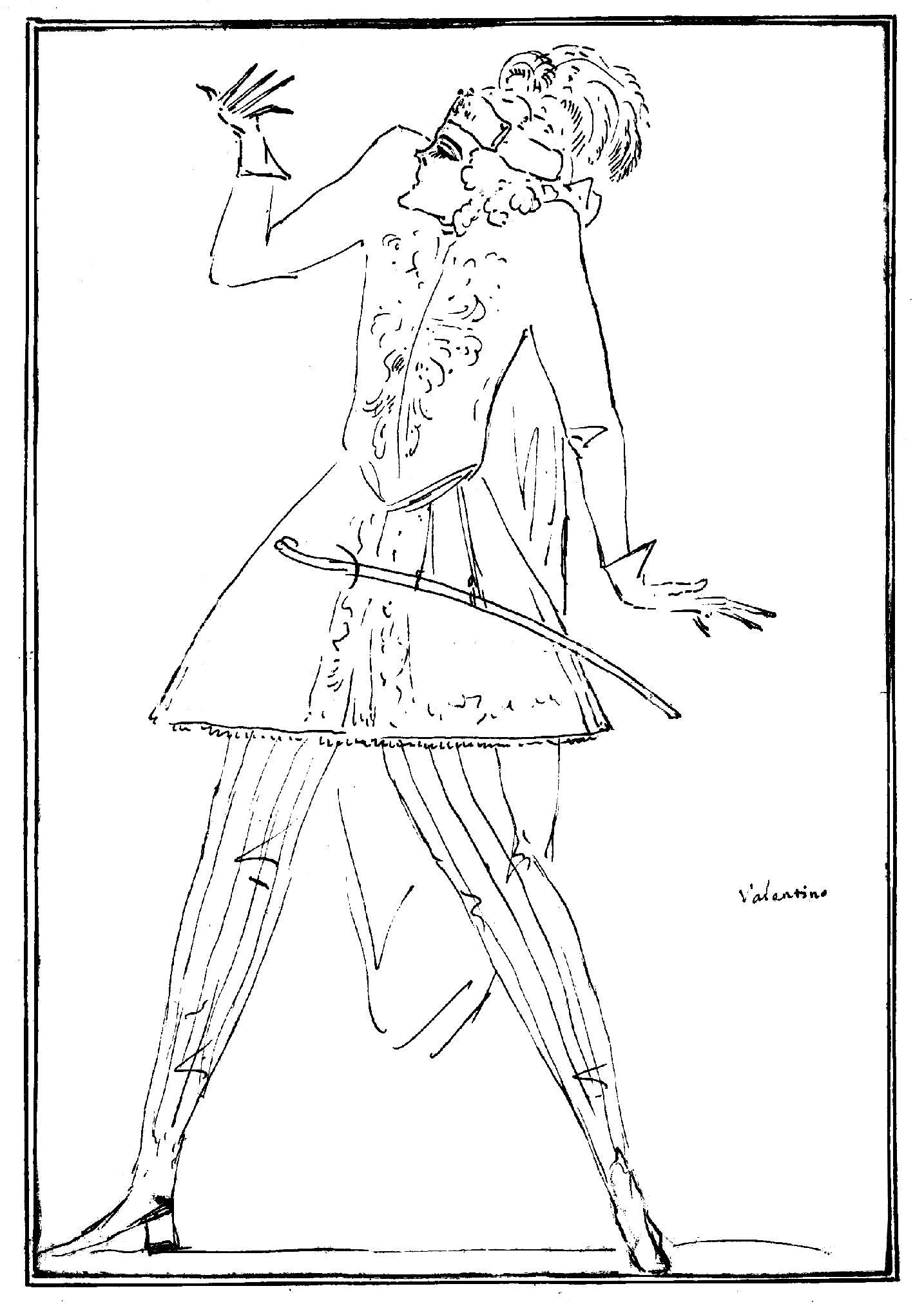
Valentino Urbani.
Karikatur von Anton Maria Zanetti

Valentino Urbani, auch unter seinem Künstlernamen Valentini bekannt, (* um 1660 Udine; † 18. Jahrhundert) war ein italienischer Kastratensänger. Er sang zuerst Alt, später Tenor.
Urbani war Schüler von Francesco Antonio Pistocchi.
Urbani war in der Zeitspanne von 1690 bis 1722 als Sänger aktiv. Er trat zunächst in die Dienste des Herzogs von Mantua. Um 1690 sind erste Auftritte in Venedig und Parma nachweisbar. Ab 1707 trat er in London auf. Er ist 1715 dort noch nachweisbar. Unter anderem brachte er dort im Jahr 1708 die Oper Love’s Triumph, eine Bearbeitung von Francesco Gasparinis Il trionfo d’amore mit zusätzlichen Chören und Tänzen und einem englischen Text von P. A. Motteux, zur Aufführung. Die Produktion hatte jedoch keinen Erfolg.